# أمعائية مجذرة
أمعائية مجذرة (الاسم العلمي: Enterobacter radicincitans) هي نوع من البكتيريا يتبع جنس الأمعائية من الفصيلة الأمعائيات.